# Nippon Telegraph and Telephone
A Nippon Telegraph and Telephone Corporation (日本電信電話株式会社, Nippon Denshin Denwa Kabushikigaisha), conhecida como NTT, é uma empresa telefônica que domina o mercado de telecomunicações do Japão. Classificado na 31ª posição no ranking da Fortune Global 500, a NTT é a maior companhia de telecomunicações da Ásia, e a segunda maior do mundo em termos de receita.
Embora a NTT esteja listada nas bolsas de valores de Tóquio, Nova Iorque e Londres, o governo japonês ainda é o detentor de quase um terço das ações da NTT, regidas pela Lei NTT, que diz respeito à Nippon Telegraph and Telephone Corporation.

## História

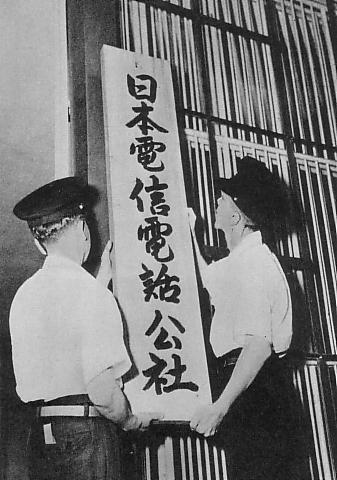
NTT foi fundada como uma corporação de propriedade do governo em 1953

Fundada como uma companhia governamental monopolista em 1953, Nippon Telegraph and Telephone Public Corporation (日本電信電話公社, Nippon Denshin Denwa Kōsha), a companhia foi privatizada em 1985 para encorajar a competição no mercado de telecomunicações. Em 1987, a NTT fez a maior oferta pública inicial da história até então, em US$15,30 bilhões.
Como a NTT é dona da maior parte da última milha, ela goza de controle oligopolista sobre as linhas terrestres do Japão. Em 1999, para debilitar a NTT, a companhia foi dividida em uma companhia de holding (NTT) e em outras três companhias de telecomunicação (NTT East, NTT West, e NTT Communications). A Lei NTT que regulamenta a NTT East e West exige que estas prestem serviço apenas para comunicações a curta distância e as obriga a manter serviço telefônico em todo o país. Elas também são obrigadas a alugar seus fios de fibra ótica (fibra escura) a outras provedoras por taxas reguladas. A NTT Communications não é regida pela Lei NTT.
Em julho de 2010, a NTT e a companhia sul-africana de TI Dimension Data Holdings anunciaram um acordo para uma oferta em dinheiro da NTT para todo o capital compartilhado da Dimension Data, em £2.12 bilhões (US$3.24 bilhões).

## Subsidiárias
O Grupo NTT consiste nas seguintes principais companhias, divididas em cinco segmentos: NTT East, NTT West, NTT Communications, NTT DoCoMo, e NTT Data são as principais subsidiárias. NTT DoCoMo e NTT Data estão listadas nos mercados de bolsas de valores.

### Regional
| - NTT East | - NTT West |

### À longa distância e internacional
| - NTT Communications - Verio inc. - NTT America - NTT Europe | - NTT Europe Online - HKNet - Plala Networks |

### Mobile
- NTT DoCoMo

### Dados (sistema de integração)
| - NTT Data - NTT Comware | - NTT Software - NTT IT |

### Segurança de informações
- Integralis[6]

### Outras áreas
| - NTT Urban Development - NTT Facilities - NTT Finance | - NTT Electronics - NTT Advanced Technology |

## Laboratórios de pesquisa e desenvolvimento

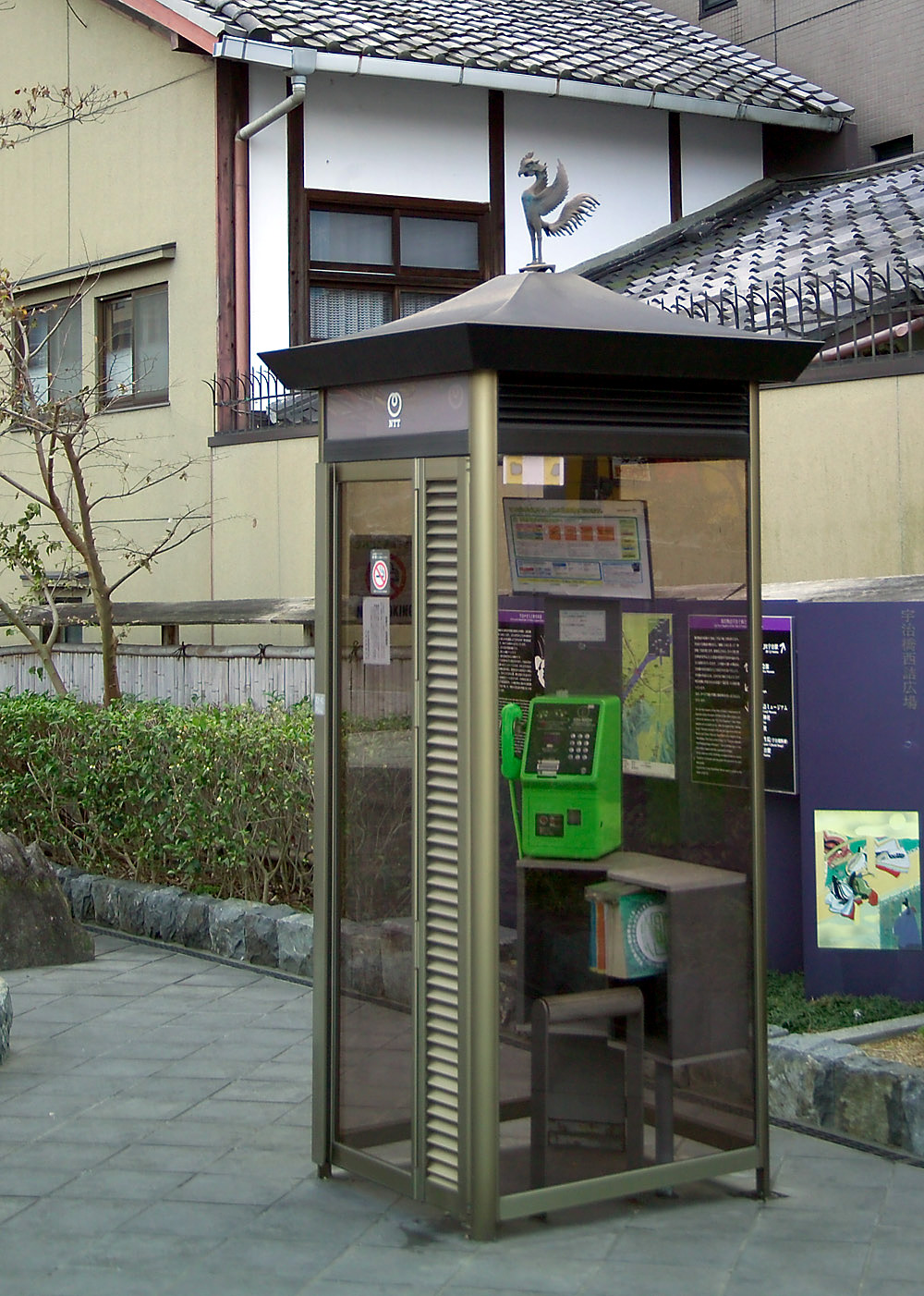
Cabine telefônica da NTT.

- Cyber Communications Laboratory Group (Grupo de Cibercomunicações)
  - Cyber Solutions Laboratories (Yokosuka)
  - Cyber Space Laboratories (Yokosuka)
- Information Sharing Laboratory Group (Grupo de Compartilhamento de Informações)
  - Service Integration Laboratories (Musashino)
  - Information Sharing Platform Laboratories (Musashino)
  - Network Service Systems Laboratories (Musashino e Makuhari)
  - Access Network Service Systems Laboratories (Tsukuba, Yokosuka e Makuhari)
  - Energy and Environment Systems Laboratories (Atsugi)
- Science and Core Technology Laboratory Group (Grupo de Ciências e Tecnologia)
  - Network Innovation Laboratories (Yokosuka)
  - Microsystem Integration Laboratories (Atsugi)
  - Photonics Laboratories (Atsugi)
  - Communication Science Laboratories (Keihanna)
  - Basic Research Laboratories (Atsugi)

## Patrocínio
- Omiya Ardija e Roasso Kumamoto, (times japoneses de futebol anteriormente patrocinados pela NTT).
- A empresa é a patrocinadora oficial da Fórmula Indy desde 2019.